# Landeronde

Landeronde este o comună în departamentul Vendée, Franța. În 2009 avea o populație de 2,136 de locuitori.